# 邯鄲郡
邯鄲郡，中國古郡名，戰國時趙國置。秦滅趙後置趙郡，不久改為邯鄲郡。西漢初年置趙國，其後多次除為邯鄲郡，郡治在邯鄲縣（縣治在今河北省邯鄲市城區西南趙邯鄲故城）。漢景帝五年（前152年），以原邯鄲郡北部置趙國。此後邯鄲郡之名為趙國、趙郡所取代。

## 建置沿革

### 趙、秦之邯鄲郡
邯鄲郡得名于古邑邯鄲。戰國時，趙國以其國都邯鄲及原屬魏國的鄴城一帶為邯鄲郡。秦王政十九年（前228年），秦滅趙，以邯鄲、鄴、安陽一帶置邯鄲郡，后曉榮據秦文物，認為邯鄲郡初郡名為趙郡，後因趙都邯鄲而改名。邯鄲郡治在邯鄲縣。其轄境大致相當於今河北省邯鄲市全境、邢台市西部，河南省內黃縣、浚縣以及山東省冠縣西部一帶。邯鄲郡領縣可証者有十一縣：邯鄲、武安、鄗、易陽、信都、鄴、廣平、陰安、魏、武始。

### 漢代之趙國

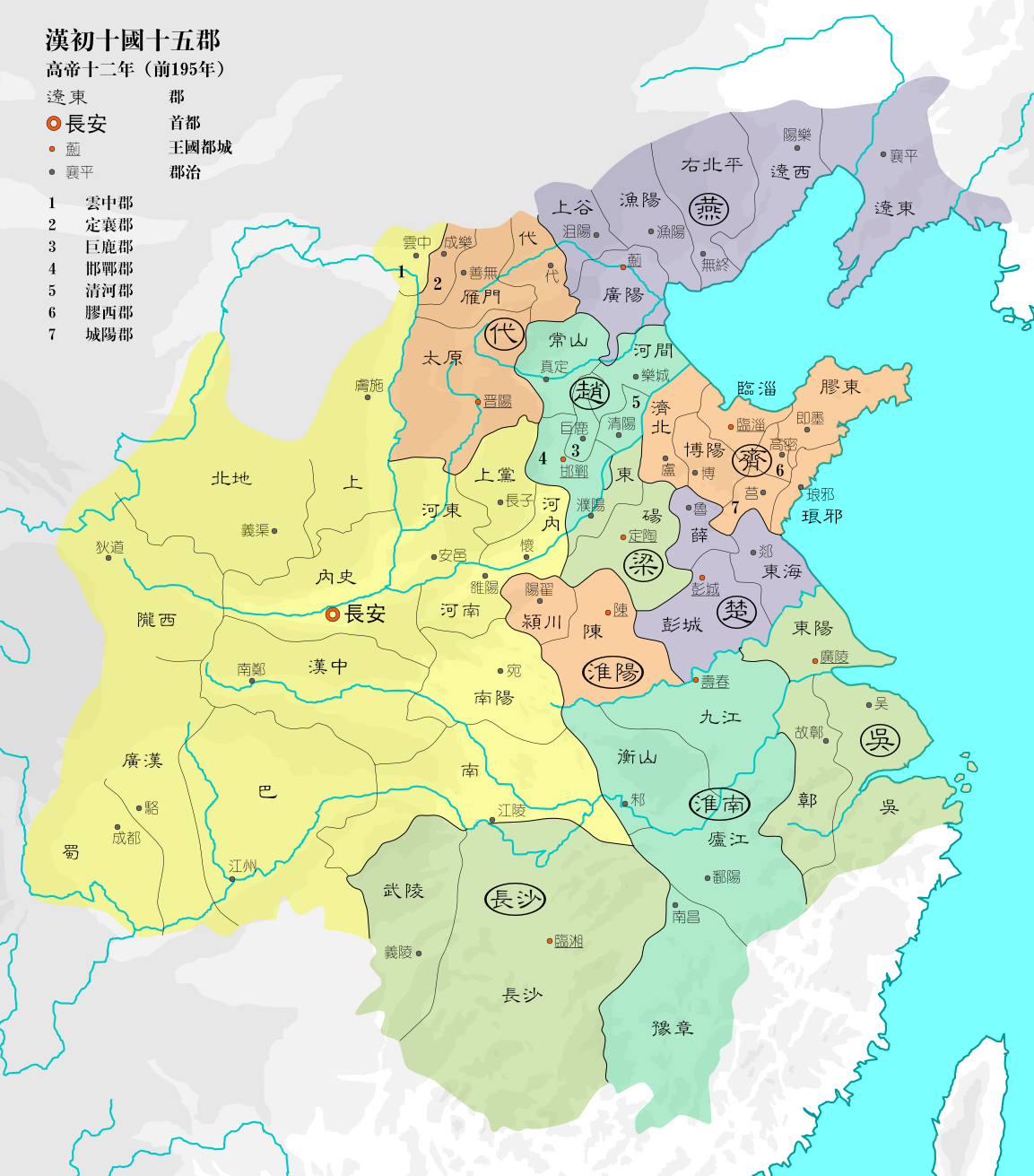
前195年，漢朝初期趙國所在的位置。

漢四年（前203年）十一月，劉邦封張耳為趙王，以秦代邯鄲郡、鉅鹿郡、常山郡置趙國。漢高帝九年（前198年），廢趙王張敖（張耳之子）為宣平侯，徙代王劉如意為趙王，兼領原代國（領有代郡、雲中郡、雁門郡）、趙國兩國之地。同時，趙國的支郡鉅鹿郡則分為鉅鹿、清河、河間三郡。高帝十一年（前196年），代國所屬的三郡分出，封皇子劉恒為代王。此時趙國轄境為黃河入海處以西、太行山以東、恒山以南之地；領邯鄲、鉅鹿、清河、河間、常山五郡，相當於《漢書》地理志中的趙國、魏郡、鉅鹿郡、清河郡、廣平國、河間國、信都國、中山國、常山郡、真定國十個郡國，以及勃海郡、涿郡的部分地區。
惠帝元年（前194年），趙王如意為呂所害，徙淮陽王劉友為趙王。呂后元年（前187年），封惠帝子劉不疑為恒山王，分趙國之常山郡置恒山國。呂后七年（前181年），趙王友自殺，徙梁王劉恢為趙王。同年劉恢自殺，呂后封其侄呂祿為趙王。次年，呂后崩，漢文帝即位，殺呂祿，趙國除。
文帝元年（前179年），封趙幽王劉友之子劉遂為趙王，以常山郡還屬趙國，恢復了趙幽王時趙國故地。二年，分封趙王遂之弟劉辟疆為河間王，分趙國置河間國。十五年（前165年）河間王辟疆無後，河間國一分為三，即河間郡、勃海郡、廣川郡，不復屬趙國。
景帝二年（前155年），採納御史大夫鼂錯之議推行削藩，削趙國常山郡，又削楚國之東海郡，擬削吳國會稽郡，由此引發了七國之亂。景帝三年（前154年），趙國遂與吳、楚、齊地四國叛亂，欒布、酈寄引河水灌入邯鄲城，趙王遂兵敗自殺，趙國除為邯鄲郡。于是景帝收回趙國之鉅鹿郡、清河郡、常山郡，又分常山郡置中山國。景帝五年（前152年），徙廣川王劉彭祖為趙王，以原邯鄲郡北部復置趙國。在此之前，邯鄲郡中南部鄴縣一帶已分置魏郡。此後，邯鄲郡為趙國所取代。
武帝至元帝間，趙國分出封斯、邯會、尉文、榆丘、襄嚵、朝節、東城、陰城、武始、象氏、邯平、柏陽、鄗、南䜌、漳北、南陵、安檀、爰戚、栗、洨、猇、即裴、邯溝、張、都鄉、柏鄉、安鄉等二十餘個王子侯國，別屬他郡。成帝綏和元年（前8年），趙國僅餘邯鄲、易陽、柏人、襄國四縣，屬冀州刺史部。趙國國都邯鄲縣，為西漢末年“五都”之一。平帝元始二年（2年），趙國有84202戶，349952人。
王莽改趙國為桓亭郡，並于邯鄲縣置五均官。東漢建武五年（29年），徙廣陽王劉良為趙王，復置趙國。常山郡中丘縣改屬趙國。漢順帝永和五年（140年），趙國有32719戶，188381人，轄縣有邯鄲、易陽、襄國、柏人、中丘5縣。建安十七年（212年），分邯鄲縣、易陽縣、襄國縣屬魏郡，自常山郡移入房子、元氏、平棘、高邑4縣，領縣增至6縣，治所由邯鄲縣移至房子縣（今河北省高邑縣西南）。十八年（213年），徙趙王珪為博陵王，趙國除為趙郡。

### 魏晉南北朝之趙郡
魏晉時，邯鄲郡故地改屬廣平郡。三國魏太和六年（232年），徙鉅鹿王曹幹為趙王，以趙郡復置趙國。西晉咸寧三年（277年），作為司馬倫的封國，太康年間（280年至289年），趙國有42000戶，除舊有的6縣外，還自鉅鹿郡移入平鄉、下曲陽、鄡3縣，領縣增至9縣。永寧元年（301年），司馬倫篡位败亡，國除復為郡。
東晉十六國時，北方諸國混戰，趙郡數易其主；永嘉二年（308年），劉淵遷都平陽（今山西臨汾市西南），建國號曰漢，趙郡歸劉氏，治所平棘（今河北趙縣城南1.5公里固城村）。石勒據襄國（今河北邢台市），史稱「後趙」，趙王勒九年（327年）置趙郡，郡治房子（今河北高邑縣西南）；慕容儁建立前燕，趙郡又屬慕容氏；苻堅建立前秦，滅前燕，建元十八年（382年）趙郡為苻氏所有；慕容垂建立後燕，建興十年（395年）趙郡復歸慕容氏；慕容垂之子慕容寶立，拓跋珪奪并州（今山西太原市），包圍中山，攻取常山諸郡，趙郡治所由房子移至平棘，遂歸北魏。
北魏時屬殷州，東魏武定年間（543年至550年），趙郡有31899戶，148314人，領縣有平棘、房子、元氏、高邑、欒城（487年分平棘縣置）5縣，治所在平棘縣。北齊代魏後，廢房子、元氏、欒城3縣，天保七年後趙郡只領平棘、高邑2縣，治所未變。北周后滅齊，趙郡其領縣及治所仍未變。北周虽然封宇文招为赵王，但并未让其领有赵郡。
隋開皇三年（583年）罷天下諸郡，廢趙郡為趙州。開皇十六年（596年），趙州改名欒州。大業三年（607年）復置趙郡。唐武德初，改趙郡為趙州。天宝元年（742年），改赵州为赵郡，下辖平棘县、宁晋县、昭庆县、柏乡县、高邑县、临城县、元氏县、赞皇县、栾城县。乾元元年（758年），复为赵州。

## 國王、太守
| 朝代   | 姓名           | 諡號     | 在位時間         | 備註 |
| 西漢   | 張耳           | 趙景王   | 前206年至前202年 | 大梁人，少時是魏國信陵君的門客。曾被項羽封為常山王，後來被劉邦封為趙王。 |
| 西漢   | 張敖           | 宣平侯   | 前201年至前199年 | 張耳子。其父張耳卒，張敖即趙王位，娶劉邦之女魯元公主為趙國王后。 |
| 西漢   | 劉如意         | 趙隱王   | 前197年至前194年 | 劉邦和寵妾戚姬所生的兒子。始封趙王，後為呂后所殺。 |
| 西漢   | 劉友           | 趙幽王   | 前194年至前181年 | 劉邦之子，受封趙王。劉友妻為呂氏之女，因劉友另有寵妾，劉友妻不得寵，向呂后誣告劉友欲反叛，呂后便召劉友入京，劉友一到長安便被軟禁，並斷絕糧食，劉友沒有勇氣自殺，便餓死獄中。                           |
| 西漢   | 劉恢           | 趙共王   | 前181年          | 劉邦之子，趙王劉友餓死，劉恢改封為趙王，被迫娶呂產的女兒，而劉恢的寵妃被迫自殺，劉恢因此悶悶不樂，後殉情自殺。                                                                                         |
| 西漢   | 呂祿           |          | 前181年          | 呂后侄。劉恢死後，呂后立之為趙王。呂后崩，元老、列侯誅滅諸呂，殺呂祿。 |
| 西漢   | 劉遂           |          | 前179年至前154年 | 趙幽王劉友之子，為趙王。漢文帝即位，立劉遂為趙王。之後，晁錯建議漢景帝削藩。趙國被削常山郡。劉遂不滿，與劉濞等聯合發起七國之亂。劉遂與匈奴連和，舉兵往西界，與酈寄激戰。欒布破齊國後攻趙國，劉遂自殺。 |
| 西漢   | 刘彭祖         | 趙敬肅王 | 前153年至前92年  | 漢景帝劉啟之子，初封廣川王，後徙為趙王，在位64年。 |
| 西漢   | 劉昌           | 趙頃王   | 前91年至前73年   | 江都王劉建之子，為趙王，在位19年。 |
| 西漢   | 劉尊           | 趙懷王   | 前72年至前68年   | 劉昌之子，在位5年。 |
| 西漢   | 劉高           | 趙哀王   | 前66年           | 劉昌之弟，劉昌死後無嗣，漢宣帝立為趙王，在位3月。 |
| 西漢   | 劉充           | 趙共王   | 前65年至前10年   | 劉高之子，在位56年。 |
| 西漢   | 劉隱           |          | 前9年至9年       | 劉充子，在位19年。王莽篡位，貶為趙公，明年廢。 |
| 東漢   | 劉良           | 趙孝王   | 29年至前41年     | 漢光武帝劉秀的叔父，劉秀稱帝，乃亡奔洛陽。初封為廣陽王，後徙為趙王。在位16年。 |
| 東漢   | 劉栩，一作劉盱 | 趙節王   | 42年至81年       | 劉良之子，在位40年。 |
| 東漢   | 劉商           | 趙頃王   | 82年至104年      | 劉節之子，在位23年。 |
| 東漢   | 劉宏           | 趙靖王   | 105年至116年     | 劉商之子，在位12年。 |
| 東漢   | 劉             | 趙惠王   | 117年至164年     | 劉宏之子，在位48年。 |
| 東漢   | 劉豫           | 趙懷王   | 165年至？        | 劉乾之子，在位年數不明。 |
| 東漢   | 劉赦           | 趙獻王   | ？至211年        | 劉豫之子，在位年數不明。 |
| 東漢   | 劉珪           |          | 212年至213年     | 劉赦之子，在位2年。建安十八年徙封博陵王。 |
| 三國魏 | 曹幹           |          | 232年至261年     | 曹操之子，母王昭儀。太和六年封為趙王。 |
| 西晉   | 司馬倫         |          | 277年至301年     | 字子彝，司馬懿第九子，母柏夫人，咸寧三年徙為趙王。是西晉八王之亂中其中一王。 |

北周赵王
- 宇文招（574年受封，579年就藩，580年回朝，未曾领赵郡）

唐朝赵郡太守
- 郭子昂（755年）
- 马道贞（755年）
- 郭献璆（756年）